# Quando trovo te
Quando trovo te è un singolo del cantautore italiano Francesco Renga, pubblicato il 3 marzo 2021.
Il brano è stato eseguito per la prima volta dal cantante durante la prima serata del Festival di Sanremo 2021, dove si è classificato al 22º posto.

## Video musicale
Il video, diretto da Lorenzo Catapano, è stato reso disponibile contestualmente all'uscita del singolo attraverso il canale YouTube del cantante.

## Tracce
Testi e musiche di Francesco Renga, Roberto Casalino e Dario Faini.
1. Quando trovo te – 3:49

## Classifiche
| Classifica (2021) | Posizione massima |
| ----------------- | ----------------- |
| Italia            | 39                |